# Šjanbeji
Šjanbeji (poenostavljeno kitajsko: 鲜卑; tradicionalno kitajsko: 鮮卑; pinjin: Xiānbēi) so bili staroveško nomadsko ljudstvo, ki je nekoč prebivalo v vzhodnih evrazijskih stepah na ozemlju današnje Mongolije, Notranje Mongolije in severovzhodne Kitajske. Domneva se, da so bili večjezična večetnična konfederacija mongolskih, tunguških in turških ljudstev. Izvirali so iz ljudstva Donghu, ki se je razcepilo na Vuhuane in Šjanbeje, ko so jih konec 3. stoletja pr. n. št. porazil Šiungnuji. Šjanbeji so bili v veliki meri podložni večjim nomadskim silam in dinastiji Han, dokler niso leta 87 postali pomembni po uboju šiungnujskega čanjuja Juljuja. Šjanbeji v nasptrotju s Šiungnuji niso bili politično organizirani in so med Kitajci veljali za nenevarno nomadsko ljudstvo. 
Do konca obdobja treh kraljestev so utrpeli več porazov in se potem preselili na jug in se podredili Hanom kot njihovi vazali. Poglavarji so prejeli naslove vojvod. Šjanbejska plemena Murongi, Tuobe in Duani so spadali med pet barbarskih plemen, ki so bila vazali dinastij Zahodni in Vzhodni Džin. Sprva so bili zavezniki Džinov, potem pa so se od njih ločili in razglasili neodvisnost. V obdobju šestnajstih kraljestev so ustanovili več kratkotrajnih držav na severu Kitajske.
V nekem časovnem obdobju so bili vsi Šjanbeji podložniki dinastije Čin. Po propadu Čina je klan Tuoba ustanovil dinastijo Severni Vej in sčasoma ponovno združil severno Kitajsko, s čimer se je začelo obdobje severnih in južnih dinastij. Severne dinastije, ki so bile bodisi pod vodstvom ali pod močnim vplivom Šjanbejev in so nasprotovale sinizacji, so se med dinastijo Tang kljub temu zlile z domačim kitajskim prebivalstvom. V Severnem Veju so se v 480. letih začele elite Hanov poročati s hčerami cesarskega klana Tuoba. Z moškimi iz cesarskih in aristokratskih družin iz južnih dinastij, ki so prebegnile in se preselili na sever, je bilo poročenih več kot polovica princes iz klana Tuoba.

## Zgodovina

### Prve omembe
Kitajska književnost iz obdobja vojskujočih se držav vsebuje zgodnje omembe Šjanbejev v pesmi Da džao (Veliki poziv) v antologiji Ču ci (Pesmi juga ali Pesmi Čuja) in morda v poglavju Razprave o Džinu  8 v Razpravah o državah.
Ko je "vzhodne barbare" Donghuje okoli leta 208 pr. n. št. porazil Modu Čanju, so se Donghuji razcepili na Šjanbeje in Vuhuane. Po zapisu v Knjigi Kasnejšega Hana sta bila  "jezik in kultura Šjanbejev in Vuhuanov enaka".
Prva pomembna stika, ki so ju je imeli Šjanbeji z dinastijo Han, sta bila leta 41 in 45, ko so se pridružili Vuhuanom pri napadu na ozemlje Hana.
Leta 49 je guverner Dži Tong prepričal šjanbejskega poglavarja Pjanheja, da se je obrnil proti Šiungnujem in mu za vsako njihovo glavo obljubol nagrado.Leta 54 sta se Šjanbeja Jučovben in Mantov poklonila cesarju Guangvuju iz dinastije Han.
Leta 58 je poglavar Šjanbejev Pjanhe napadel in ubil Šindžibena, voditelja Vuhuanov, ki je povzročal težave v poveljstvu Jujuan.
Leta 85 so Šjanbeji sklenili zavezništvo z Dinglingi in Južnimi Šiungnuji. 
Leta 87 so napadli šiungnujskega poglavarja Juljuja in ga ubili. Njega in njegove privržence so odrli in kože vzeli za trofeje.

### Šjanbejska konfederacija
Po padcu Šiungnujev so Šjanbeji leta 93 v Mongoliji ustanovili svojo konfederacijo. Od leta 121 do 138 so štirikrat napadli ozemlje Hana in leta 145 poveljstvo Daj. Pod Tanšihvajem so razširili svoje ozemlje od Ussurija do Kaspijskega jezera. Tanšihvaj je razdelil cesarstvo na tri dele, v katerih je bilo po deset klanov, in nato sklenil zavezništvo z južnimi Šiungnuji, da bi napadel Šaanši in Gansu. Njihove napade leta 158 in 177 je dinastija Han uspešno odbila.
Leta 177 so Šja Ju, Tjan Jan in Tute Čangju z vojsko 30.000 mož napadli Šjanbeje. Vojska je bila poražena in domov se je vrnila samo četrtina vojakov. Tisto leto je bil postavljen spomenik z zapisom, da so Šjanbeji z vojsko 100.000 mož osvojili celotno ozemlje Šiungnujev. Hanski dezerterji so služili  kot njihovi svetovalci in s seboj prinesli znanje o kovanju orožja. Hani so imeli razen ostrejšega orožje tudi boljše konje.  Drug spomenik, postavljen leta 185, omenja, da so Šjanbeji skoraj vsako leto napadli naselja Hanov.

### Tri kraljestva
Ohlapna konfederacija Šjanbejev ni bila tako dobro organizirana kot šiungnujska,  vendar je bila do smrti njihovega kana Tanšihvaja leta 182 zelo agresivna. Tanšihvajev sin Helian ni imel očetovih sposobnosti in je bil ubit v napadu na Beidi leta 186. Nasledil ga je brat Kuitou, ko je Helianov sin postal polnoleten, pa je napadel svojega strica in uničil še zadnje ostanke enotnosti med Šjanbeji. Do leta 190 so se Šjanbeji razdelili na tri skupine na čelu s Kuitoujem, ki je vladal v Notranji Mongoliji, Kebinengom v severnem Šanšiju ter Sulijem in Midžajem v severnem Liaodongu. Leta 205 sta Kuitouja nasledila brata Budugen in Fuluohan. Ko je Cao Cao premagal Vuhuane v bitki pri gori Belega volka leta 207, sta se mu Budugen in Fuluohan poklonila. Leta 218 se je Fuluohan srečal s poglavarjem Vuhuana Nengčendijem, da bi z njim sklenil zavezništvo, vendar ga je Nengčendi prevaral in ga s pomočjo kana  Kebinenga Fuluohana ubil. Budugen je leta 224 odšel na dvor Cao Veja, da bi zaprosil za pomoč proti Kebinengu, potem pa je Cao Vej izdal in se leta 233 povezal s Kebinengom. Kebineng je kmalu zatem Budugena ubil.
Kebineng je bil iz manjšega plemena Šjanbejev. Na oblast  zahodno od poveljstva Daj se je povzpel tako, da je sprejel številne kitajske begunce, ki so mu pomagali uriti njegove vojake in izdelovati orožje. Po porazu Vuhuana leta 207 je tudi poslal poklon Cao Cau in si celo zagotovil njegovo pomoč proti uporniku Tjan Jinu, potem pa se je leta 218  povezal z vuhuanskim upornikom Nengčendijem. Jao Džang je zatem oba premagal in prisilil na umik čez mejo. Leta 220 je Kebineng priznal Cao Pija za cesarja Cao Veja. Sčasoma se je zaradi nesporazumov obrnil proti Cao Veju in ga celo napadel, potem pa je bil leta 235 ubit in njegova konfederacija je razpadla. 
Številna plemena Šjanbejev so se preselila na jug in se naselila na mejah dinastij Vej in Džin. Pleme Juven se je naselilo med rekama  Luan in Liučeng, plemeni Murong in Duan pa sta postali vazala klana Sima. Del plemena Murong se je preselil na zahod v severni Činghaj in se pomešal z domorodnim ljudstvom Čjang. Pleme Čifu se je sprva naselilo ob Rumeni reki v Ningšiju in se od tam preselilo v poveljstvo Longši. Pleme Tufa  se je naselilo v koridorju Heši. Leta 270 je njihov poglavar Tufa Šudžineng postal vodja večetničnega upora proti dinastiji Džin v provincah Čin in Ljang, vendar ga je leta 279 premagal prefekt Šipinga  Ma Long.

### Šestnajst kraljestev, Nirun in Severni Vej
V 3. stoletju so se Šjanbeji leta 235 ravejali na številna plemena. Okoli leta 308 ali 330  je Muguli ustanovil Rouranski kaganat, ki ga je dokončno oblikoval njegov sin Čeluhuj. Tuobi, Murongi in Duani so se podredili dinastiji Zahodni Jin in postali njeni vazali. Vsa tri plemena so se med prevratom petih barbarov sprva borila na strani Zahodnega Džina proti šiungnujskemu kraljestvu Han Džao, sčasoma pa so se umaknila iz konflikta, da bi se osredotočila na svoje fevde, ko je bil Džin izgnan iz severne Kitajske. Množica kitajskih častnikov, vojakov in civilistov je pobegnila na jug in se pridružila Južnemu Džinu ali na sever, da bi se pridružila Šjanbejem. 
Šjanbeji so ustanovili  več od šestnajstih kraljestev. Okoli Hebeja so Murongi zavladali v Nekdanjemu Janu (337–370), Kasnejšem Janu (384–407) in Južnemu Janu (398–410). V Gansuju je Čifu ustanovil Zahodni Čin (385–431), medtem ko je Tuga ustanovil Južni Ljang (397–414). Druge države, ki so jih ustanovili, a se ne štejejo za del šestnajstih kraljestev, so bile Tuoba Daj (310–376), Duan Či  (350–356) in Zahodni Jan (384–394). 
Vsa šjanbejska plemena so bila podložna cesarstvu Čin do njegovega poraza v bitki pri reki Fej in propada leta 383. Med plemeni, ki so se odcepila, so bili Tuobi, ki so ustanovili Severni Vej (386–535), prvo od severnih dinastij (386–581). Leta 439 je Severni Vej osvojil še  zadnje od šestnajstih kraljestev, s čimer je bil dokončan prehod Kitajske v obdobje severnih in južnih dinastij.

### Sinizacija in asimilacija
Cesar Šjaoven iz Severnega Veja je uvedel politiko sistematičnega siniziranja, ki so jo nadaljevali njegovi nasledniki. Običaji Šjanbejev so bili večinoma opuščeni. Kraljeva družina je šla še korak dlje in spremenila svoj priimek v Juan in spodbujala sklepanje zakonskih zvez z elitnimi družinami Hanov. V 480. letih je bilo več kot polovica princes iz plemena Tuoba poročenih z možmi iz hanske cesarske družine in aristokratskih družin, ki so prebegnile na sever.
Leta 534 se je Severni Vej po uporu v stepah severne Kitajske, kjer so živeli Šjanbeji in druga nomadska ljudstva, razdelil na Vzhodni (534–550) in Zahodni Vej (535–556). Prvi se je razvil v Severni Či (550-577), slednji pa v Severni Džov (557-581), medtem ko so bile južne dinastije potisnjene južno od reke Jangce. Leta 581 je predsednik vlade Severnega Džova ustanovil dinastija Sui (581–618). Njegov sin, bodoči cesar Jang iz Suija, je prevzel dinastijo Čen (557–589), zadnje kraljestvo južnih dinastij, s čimer je združil večji del Kitajske. Potem ko so Sui dotolkli kmečki upori in odpadniške čete, je njihov sorodnik Li Juan ustanovili dinastijo Tang (618–907). Dinastiji Sui in Tang so ustanovili hanski generali, ki so služili tudi dinastiji Severni Vej. Šjanbeji, ki so prek teh političnih ustanov prišli na Kitajsko, so se večinoma zlili s Kitajci, tisti, ki so ostali v severnih stepah, pa so kasneje zavladali Kitajski kot mongolska dinastija Juan in mandžurska dinastija Čing. 
Na zahodu je šjanbejsko kraljestvo Tujuhun ostalo neodvisno, dokler ga ni leta 670 premagalo Tibetansko cesarstvo. Po padcu kraljestva so  se Šjanbeji razselili na obsežnem ozemlju, ki se je raztezalo od severozahodnega do osrednjega in vzhodnega dela Kitajske.  Murong Nuohebo je povedel ljudstvo Tujuhun proti vzhodu v osrednjo Kitajsko, kjer so se naselili v današnjem Jinčuanu v provinci Ningšja.

## Umetnost
Umetnost Šjanbejev odražala njihov nomadski življenjski slog. Sestavljena predvsem iz kovinskih izdelkov in figuric. Na slog in teme šjanbejske umetnosti so vplivali različni vplivi.  Nazadnje so bili Šjanbeji znani po edinstvenih nomadskih motivih in umetniških izdelkih, kot so listnata pokrivala, čepeče in geometrizirane podobe živali, ogrlice z živalskimi obeski in kovinski ažur.

### Listnata pokrivala
Listnata pokrivala so zelo značilna za kulturo Šjanbejev. Odkrili so jih zlasti v grobnicah Murongov.  Pokrivala imajo obliko dreves in rogovij in so narejena tako, da se listi med gibanjem premikajo. Kitajci so jih zato imenovali bujao (dobesedno zibanje korakov). Sun Guoping je pokrivala razvrstil v tri glavne sloge. Cvetoče drevo  (huašu) je bilo nameščeno na sprednji strani glave blizu čela in imelo eno ali več vej z visečimi listi. Cvetoči vrh (dinghua) se je nosil na temenu in spominjal na drevo ali žival s številnimi obeski iz listov. Vinska trta (huaman) je sestavljena iz zlatih trakov, prepletenih z žicami z listi. Natančen izvor, raba in nošenje teh pokrival se še raziskuje. Podobna pokrivala so se na dvorih nosila tudi kasneje.

### Živali
Druga ključna oblika umetnosti Šjanbejev je živalska ikonografija. Šjanbeji so upodabljali čepeče živali v geometriziranih, abstrahiranih in ponavljajočih se oblikah in ne živali med plenjenjem ali boju z istovrstnimi živalmi. Najpogostejše živali so ovce, jeleni in konji v obliki kovinskih obeskov. Podobe več živali so bile običajno v okviru z odprtim ozadjem. Izdelki so bili uliti v vosku ali kovani iz kovinskih ploščic.

### Konji
Nomadsko življenje je Šjanbeje navdihnilo, da so v svojih umetninah upodabljali konje. V eni od njihovih grobnic so odkrili konjsko lobanjo, ob njej pa zvonove, zaponke,  okraske, sedlo in pozlačeno bronasto streme. Šjanbeji niso izdelovali samo okrasja za konje, ampak so jih tudi upodabljali na svojih okrasnih predmetih. Med motivi je tudi krilati konj.  

### Figurice
Na figuricah so upodobljeni ljudje, tudi v posebnih oblačilih, ki namigujejo na različna verovanja. Večino figuric so našli v grobnicah in naj bi služile in varovale pokojne v posmrtnem življenju. Figurice kažejo tudi na status pokojnega. Šjanbeji  iz višjih slojev so nosili obleko z dolgimi rokavi in pod njo srajco z ravnim ovratnikom, medtem ko so tisti iz nižjih slojev nosili hlače in tunike s pasom.

### Budistični vplivi
Budistični vplivi so izhajali iz interakcij s kulturo Hanov. Hanski birokrati so sprva pomagali Šjanbejem voditi njihovo državo in obenem spodbujali budizem. Začetek spreobračanja v budizem dokazujejo podobe Bude, ki so se začele pojavljati v umetnosti Šjanbejev. Versko preoblikovanje se je nadaljevalo in razvijalo v dinastiji Severni Vej in na koncu pripeljalo do nastanka jam Jungjang.

## Jezik
Domneva se, da so Šjanbeji govorili mongolske ali paramongolske jezike z zgodnjimi in znatnimi turškimi vplivi. Mogoče je tudi, da so govorili več jezikov.